# Джеймі Каммінг
Джеймі Каммінг (англ. Jamie Andrew Cumming; нар. 4 вересня 1999 року, Лондон, Англія)  — англійський футболіст, грає на позиції воротара футбольного клубу «Челсі» і Молодіжної збірної Англії. На умовах оренди виступає за «Джиллінгем».

## Клубна кар'єра
Уродженець Істлі, Вінчестер, Джеймі з восьми років тренувався в футбольної академії «Челсі». Дебютував у команді U-17 коли ще був школярем, перед тим як грати на постійній основі у сезоні 2016/2017. Двічі зіграв у Кубку молодіжної ліги, включаючи переможний фінал. У сезоні 2017/2018 став основним воротарем молодіжної команди U-23. У наступному (2018/19) сезоні виходив за команду U-19 у Юнацькій Лізі УЕФА. 
У липні 2019 стало відомо, що головний тренер Френк Лемпард викликав Джеймі до основної команди третім воротарем. Підписав новий чотирирічний контракт із своїм рідним клубом Челсі.

## Кар'єра в збірній
Виступав за збірні Англії до 19 і до 23 років.